# Jack Bobridge
Jack Bobridge (Adelaida, 13 de juliol de 1989) és un ciclista australià, professional des del 2008 fins al 2016.
Combina el ciclisme en pista amb la carretera. En pista destaquen, una medalla als Jocs Olímpics de Londres, i una altra als de Rio de Janeiro, cinc campionats del món, dos d'ells en categoria júnior, així com nombrosos campionats nacionals en diferents especialitats.
En carretera destaca el Campionat del món de contrarellotge sots 23, el campionat nacional en ruta i contrarellotge sots 23 de 2009, una etapa a l'Eneco Tour de 2010 i, sobretot, els Campionats d'Austràlia en ruta del 2011 i 2016.

## Palmarès en pista
- 2006
  -  Campió del món júnior en Persecució per equips, amb Leigh Howard, Cameron Meyer i Travis Meyer
- 2007
  -  Campió del món júnior en Persecució per equips, amb Leigh Howard, Glenn O'Shea i Travis Meyer
  -  Campió d'Austràlia de persecució per equips junior
  -  Campió d'Austràlia de Madison, amb Glenn O'Shea
  -  Campió d'Austràlia de contrarellotge per parelles junior, amb Christos Winter
- 2008
  - Campió d'Oceania en persecució individual
  - Campió d'Oceania en persecució per equips, amb Zakkari Dempster, Rohan Dennis i Mark Jamieson
- 2009
  -  Campió d'Austràlia de persecució
- 2010
  -  Campió del món de persecució per equips, amb Leigh Howard, Cameron Meyer i Michael Hepburn
  - Medalla d'or als Jocs de la Commonwealth en Persecució
  - Medalla d'or als Jocs de la Commonwealth en Persecució per equips, amb Michael Freiberg, Michael Hepburn i Dale Parker
  - Campió d'Oceania en persecució per equips, amb Leigh Howard, Cameron Meyer i Michael Hepburn
  -  Campió d'Austràlia de persecució
  -  Campió d'Austràlia de persecució per equips, amb Rohan Dennis, Dale Parker i James Glasspool
  -  Campió d'Austràlia de puntuació
  -  Campió d'Austràlia d'americana, amb Cameron Meyer
- 2011
  -  Campió del món de persecució per equips, amb Luke Durbridge, Rohan Dennis i Michael Hepburn
  -  Campió del món de persecució
  -  Campió d'Austràlia de persecució
- 2012
  -  Medalla de plata als Jocs Olímpics del 2012 en persecució per equips, amb Glenn O'Shea, Rohan Dennis i Michael Hepburn
- 2014
  - Medalla d'or als Jocs de la Commonwealth en Persecució
  - Medalla d'or als Jocs de la Commonwealth en Persecució per equips, amb Glenn O'Shea, Luke Davison i Alex Edmondson
  -  Campió d'Austràlia de persecució per equips, amb Alexander Edmondson, Glenn O'Shea i Luke Davison
- 2016
  -  Medalla de plata als Jocs Olímpics de Rio de Janeiro en persecució per equips, amb Alexander Edmondson, Michael Hepburn, Sam Welsford i Callum Scotson

### Resultats a laCopa del Món
- 2007-2008
  - 1r a Los Angeles, en Persecució per equips
- 2008-2009
  - 1r a Melbourne, en Persecució
  - 1r a Melbourne, en Persecució per equips
- 2010-2011
  - 1r a Melbourne, en Persecució per equips
- 2011-2012
  - 1r a Londres, en Persecució per equips
- 2015-2016
  - 1r a Cambridge, en Persecució per equips

## Palmarès en carretera
- 2009
  -  Campió del món de contrarellotge sub-23
  -  Campió d'Austràlia en ruta sub-23
  -  Campió d'Austràlia en contrarellotge sub-23
  - 1r al Gran Premi de Frankfurt sots 23
  - Vencedor de 2 etapes de la Volta al Japó
  - Vencedor de 2 etapes de la Volta a Turíngia
- 2010
  - Vencedor d'una etapa a l'Eneco Tour
- 2011
  -  Campió d'Austràlia en ruta
- 2015
  - Vencedor d'una etapa al Tour Down Under
- 2016
  -  Campió d'Austràlia en ruta

### Resultats al Giro d'Itàlia
- 2010. Abandona (13a etapa)
- 2012. Abandona (20a etapa)
- 2013. No surt (14a etapa)
- 2016. 156è de la classificació general